# Axinidris palligastrion
Axinidris palligastrion é uma espécie de inseto do gênero Axinidris, pertencente à família Formicidae.